# Lambrusco & pop corn
Lambrusco & pop corn è un brano musicale scritto e cantato da Luciano Ligabue, pubblicato come secondo singolo estratto dall'album Lambrusco coltelli rose & pop corn del  1991.
La versione dal vivo, contenuta nell'album Su e giù da un palco del 1997, ha come introduzione l'Inno di Mameli eseguito con la chitarra elettrica da Federico Poggipollini.

## Il testo
Vengono rappresentati due mondi molto apprezzati dal cantautore: l'Emilia e gli Stati Uniti. La canzone, spesso male interpretata, vuole essere una sorta di viaggio da percorrere in questi due mondi lontani e vicini. Ma anche un modo di far capire che l'autore, pur d'indole schiettamente reggiana e provinciale, vuol comunicare i suoi sogni e sensazioni come fosse un nativo del paese oltreoceano.

## Il video musicale
Il videoclip, diretto da Daniele Pignatelli, ha una sola inquadratura, in cui il cantautore, camminando, incontra volta per volta personaggi che diventeranno tipici del suo universo.
- Videoclip ufficiale, su YouTube. URL consultato il 4 gennaio 2015.

Originariamente disponibile solo in videocassetta sull'home video Videovissuti e videopresenti del 1993 è stato in seguito incluso nei DVD Primo tempo del 2007 e Videoclip Collection del 2012, quest'ultimo distribuito solo nelle edicole.

## Tracce
Singolo 7" promo per jukebox (WEA Italiana, PROMO 430)
1. Lambrusco & pop corn – 4:28 (Luciano Ligabue)

"'Singolo 12" promo mix"' (WEA italiana, PROMO MIX 425).
datato 12.11.1991.
Nel lato b il singolo "Sara' un bel Souvenir"

## Formazione
- Luciano Ligabue - voce, chitarra acustica

### Clan Destino
- Gigi Cavalli Cocchi - batteria
- Max Cottafavi - chitarra elettrica
- Luciano Ghezzi - basso
- Giovanni Marani - tastiere, pianoforte